# Estadio Mundialista Los Pynandi
El Estadio Mundialista Los Pynandi, también conocido como Arena Pynandi, es un escenario para deportes de playa ubicado en el Parque Olímpico Paraguayo de la ciudad de Luque, dentro del Gran Asunción, en Paraguay. Fue construido con el propósito de albergar la décima edición de la Copa Mundial de Fútbol Playa FIFA del 2019. Posee una superficie de  5000 m².

## Nombre
El nombre proviene del apodo dado a la selección local de fútbol playa, Los Pynandi, el cual significa "Los Descalzos" en el idioma guaraní, uno de los dos idiomas oficiales del Paraguay.

## Eventos
La instalación se inauguró con la cuarta edición de la Copa Libertadores de Fútbol Playa 2019 que se realizó en el mes de septiembre del 2019, aunque la inauguración oficial se llevó a cabo recién el 9 de noviembre del 2019, con la presencia del presidente de la FIFA, Gianni Infantino.
Luego de la inauguración oficial el primer torneo que se llevó a cabo fue la Copa Mundial de Fútbol Playa FIFA de 2019, la cual duró desde el 21 de noviembre al 1 de diciembre del 2019.
Más tarde, en el mismo año, albergó el Campeonato Sudamericano Sub-20 de Fútbol Playa de 2019.
Fue una de las sedes de los Juegos Suramericanos de 2022 donde se disputaron Fútbol playa y Voleibol de playa.
Tres años después, fue también sede de los Juegos Panamericanos Junior de 2025 en donde se disputó voleibol de playa.